# 오가와고역
오가와고역(일본어: 小川郷駅)은 일본 후쿠시마현 이와키시에 위치한 동일본 여객철도 반에쓰토선의 철도역이다. 섬식 승강장 1면 2선의 구조를 갖춘 지상역이다.

## 타는 곳
| 1 | ■ 반에쓰토선 | 하행 | 오노니이마치 · 미하루 · 고리야마 방면 |
| 1 | ■ 반에쓰토선 | 상행 | 이와키 방면                           |
| 2 | ■ 반에쓰토선 | 상행 | 이와키 방면                           |

## 이용 현황
| 승차 인원 추이 | 승차 인원 추이 |
| 연도           | 1일 평균       |
| -------------- | -------------- |
| 2000           | 307            |
| 2001           | 310            |
| 2002           | 299            |
| 2003           | 285            |
| 2004           | 268            |

## 역 주변
- 이와키 시청 오가와 지소
- 국도 제399호선

## 인접 역
| ■ 반에쓰토선       | ■ 반에쓰토선 | ■ 반에쓰토선       |
| ------------------ | ------------ | ------------------ |
| 아카이 이와키 방면 | ■ 반에쓰토선 | 에다 고리야마 방면 |